# Химическа термодинамика
Химическата термодинамика е дял на термодинамиката, изследващ връзките на топлината и термодинамичната работа с различни химични явления. Основен проблем на химическата термодинамика е установяването на критерии за спонтанно възникване на дадена трансформация (химична реакция, фазов преход, образуване на разтвор).

## Подход, особености и значение
Химичната термодинамика е природна наука. В съвременния си вид се прилага като дял от физикохимията като метод за изучаване на макроскопското състояние на системите – условията и критериите на равновесие, както и различните термодинамични фази, посоката, вида и начините на протичането им.
Термодинамиката не разглежда механизма на процесите, довеждащи системите до изучаваните равновесия, не се интересува от вътрешния (макроскопския) строеж на веществото, нито времето за установяване на равновесие. В този смисъл, тя е макроскопска наука – оперира с макроскопски величини, характерни за системата като цяло (налягане, температура, обем и др.). Тя е неприложима само в случаите, когато тези величини губят физичния си смисъл (високотемпературна плазма, газови системи при висок вакуум и др.). Въпреки че не се интересува от строежа на материята, нейните принципи и изводи не са коригирани в резултата от по-новите схващания за строежа на веществото (атомна физика, квантова механика).
Математическият апарат на термодинамиката са диференциалните уравнения. Чрез тях се описват основните зависимости, установяващи свойства на системите.
Химическата термодинамика е феноменологична наука – основава се на натрупания човешки опит, обобщен в няколко аксиоми, наречени термодинамични принципи. Такива са нулевият, първият, вторият и третият принцип на термодинамиката. Тези принципи са потвърдени многократно в практиката и не се извеждат или доказват теоретично.
По пътя на дедукцията, химическата термодинамика разкрива стройна система от зависимости между природните явления и макроскопското поведение на системата.
Термодинамиката продължава да се развива и до днес. Въз основа на теорията за относителността на Айнщайн, днес се създава т. нар. релативистична термодинамика.

## Основни понятия
В термодинамиката се говори за системи, обкръжаваща среда и разделяща ги граница.

### Система (термодинамина система)
Всяка макроскопска съставна част на вселената (определено количество материя), която е обект на разглеждане, отделена от околната среда с дефинирана граница, се нарича система.